# Triticum
- Commons
- Wikispecies

Triticum L. é um género botânico pertencente à família Poaceae, cujo nome comum é trigo.
Na classificação taxonômica de Jussieu (1789), Triticum é o nome de um gênero botânico, ordem Gramineae, classe Monocotyledones com estames hipogínicos.

## Sinonímia
| - Bromus Scop., nom. invál. - Crithodium Link - Deina Alef. - Frumentum E. H. L. Krause | - Gigachilon Seidl - Nivieria Ser. - Spelta Wolf - Zeia Lunell |

## Espécies
| - Triticum aestivum - Triticum aethiopicum - Triticum araraticum - Triticum boeoticum - Triticum carthlicum - Triticum compactum - Triticum dicoccoides - Triticum dicoccum - Triticum durum - Triticum ispahanicum - Triticum karamyschevii - Triticum macha | - Triticum militinae - Triticum monococcum - Triticum polonicum - Triticum repens - Triticum spelta - Triticum sphaerococcum - Triticum timopheevii - Triticum turanicum - Triticum turgidum - Triticum urartu - Triticum vavilovii - Triticum zhukovskyi |

- «Lista completa»

## Classificação do gênero
| Sistema | Classificação                   | Referência               |
| ------- | ------------------------------- | ------------------------ |
| Linné   | Classe Triandria, ordem Digynia | Species plantarum (1753) |

- «Ordem Gramineae». em Jussieu, Antoine Laurent de (1789). "Genera Plantarum, secundum ordines naturales disposita juxta methodum in Horto Regio Parisiensi exaratam"